# Sexo como variável biológica
Sexo como variável biológica (SABV -  Sex as a Biological Variable) é uma política de pesquisa que reconhece o sexo como uma variável importante a ser considerada ao planejar estudos e avaliar resultados. O sexo como uma variável biológica é uma parte fundamental da iniciativa do National Institutes of Health (NIH) para aumentar a reprodutibilidade por meio do rigor e da transparência.
Instituições públicas de pesquisa, incluindo a Comissão Europeia, os Institutos Canadenses de Pesquisa em Saúde e os Institutos Nacionais de Saúde dos EUA instituíram políticas SABV. Antes dessa política, a maioria das pesquisas clínicas e científicas básicas focalizava homens ou machos (ou tecidos derivados de machos); portanto, o desafio para os cientistas foi atualizar seus laboratórios para acomodar as fêmeas, considerar como a fisiologia feminina pode impactar suas descobertas e aprender como testar mulheres. A política SABV criou nos EUA a lei de Revitalização do NIH teve um impacto extraordinariamente positivo para a saúde e a equidade das mulheres porque, no momento, pouco mais da metade dos participantes da pesquisa em humanos financiados pelo NIH são mulheres.